# Zapovednik Mys Martjan
Zapovednik Mys Martjan of Zapovednik Kaap Martjan (Russisch: Мыс Мартьян природный заповедник; Oekraïens: Мис Мартьян природний заповідник; Krim-Tataars: Martyan burnu tabiat qoruğı; Мартьян бурну табиат къоругъы) is een strikt natuurreservaat gelegen op de Krim. De oprichting tot zapovednik vond plaats op 20 februari 1973 per decreet (№ 84/1973) van de Raad van Ministers van de Oekraïense SSR. Mys Martjan heeft een oppervlakte van 2,4 km², waarvan 1,2 km² in het aanliggende deel van de Zwarte Zee ligt. Hiermee is dit de kleinste zapovednik van het schiereiland. Het gebied valt sinds 6 mei 2014, evenals andere natuurreservaten op de Krim, onder het gezag van de Russische Federatie in de Republiek van de Krim.

## Kenmerken
Zapovednik Mys Martjan is gelegen in het zuidelijke deel van de Krim, op de zuidelijke hellingen van het Krimgebergte. Mys Martjan is goed bestudeerd en kent een rijke flora — Op het relatief kleine grondgebied zijn meer dan 500 soorten vaatplanten aangetroffen, wat neerkomt op een vijfde deel van de totale flora op de Krim. Hier zijn nog bossen met Griekse jeneverbes (Juniperus excelsa) van 5 à 6 eeuwen oud aanwezig en circa 3.000 exemplaren van de Griekse aardbeiboom (Arbutus andrachne). Dergelijke bossen zijn rondom de Middellandse Zee op de meeste plaatsen verdwenen.

## Dierenwereld
In Zapovednik Mys Martjan zijn 18 zoogdieren, 150 vogels, zeven reptielen, vier amfibieën en 70 soorten vissen vastgesteld. Interessante diersoorten die hier leven zijn onder meer de naaktvingergekko (Mediodactylus kotschyi), Taurische hagedis (Podarcis tauricus), luipaardslang (Zamenis situla), grijze gors (Emberiza cia) en oostelijke egel (Erinaceus roumanicus).